# Episodi di Élite (quarta stagione)
La quarta stagione della serie televisiva Élite, composta da 8 episodi, è stata interamente pubblicata dal servizio on demand Netflix il 18 giugno 2021.

| nº | Titolo originale                               | Titolo italiano             | Pubblicazione  |
| -- | ---------------------------------------------- | --------------------------- | -------------- |
| 1  | El nuevo orden                                 | Il nuovo ordine             | 18 giugno 2021 |
| 2  | 5 segundos                                     | Cinque secondi              | 18 giugno 2021 |
| 3  | Cuando bailan las mentiras con las tentaciones | Bugie e tentazioni          | 18 giugno 2021 |
| 4  | Soy una...                                     | Sono una...                 | 18 giugno 2021 |
| 5  | La reinserción                                 | Reinserimento               | 18 giugno 2021 |
| 6  | Te quiero mal                                  | Ti odio                     | 18 giugno 2021 |
| 7  | Antes de irme (1ª parte)                       | Prima di andarmene: Parte 1 | 18 giugno 2021 |
| 8  | Antes de irme (2ª parte)                       | Prima di andarmene: Parte 2 | 18 giugno 2021 |

## Il nuovo ordine
- Titolo originale: El nuevo orden
- Diretto da: Eduardo Chapero-Jackson
- Scritto da: Jaime Vaca

### Trama
Nell'esclusivo Club del Lago uno sconvolto Guzmán è interrogato dalla polizia, mentre il corpo di una persona galleggia nella piscina.
Passato. Un improvviso cambiamento scuote Las Encinas. Per riportare l'ordine dopo i tragici avvenimenti degli ultimi anni, l'affermato AD Benjamin Blanco è chiamato a ricoprire il ruolo di preside al posto della madre di Ander. Determinato ad assolvere il proprio compito senza fare sconti, Benjamin prende subito di mira Samuel e Omar, beneficiari di borse di studio e a suo giudizio non abbastanza meritevoli da stare in una scuola così prestigiosa. I due ragazzi dovranno sostenere un esame di piazzamento sull'intero programma dell'anno precedente che stabilirà se potranno restare o meno a Las Encinas. A portare ulteriore scompiglio sono i figli di Benjamin (Ari, Patrick e Mencía), tutti nuovi studenti della scuola. Contrariamente ai gemelli Ari e Patrick, devoti al padre, Mencía è la ribelle della famiglia e non esita a schierarsi dalla parte degli studenti nelle proteste contro le politiche adottate dal genitore. Guzmán fatica a mantenere viva la relazione con Nadia, trasferitasi negli Stati Uniti, cui ha promesso che si sarebbe preso cura di Omar. Guzmán inizia a soffrire la competizione con Ari, determinata a mettergli i bastoni tra le ruote. Patrick inizia a corteggiare Ander, facendogli capire che può ambire a qualcosa di meglio di una relazione stabile con Omar. Mencía, invece, si invaghisce di Rebe, che però fa fatica ad iniziare una nuova relazione, nonostante la profonda attrazione che prova per la nuova arrivata, poiché ancora scossa dalla chiusura della storia con Samuel.
I ragazzi sono preoccupati per l'esame di Samuel e Omar. Mencía suggerisce di corrompere uno dei gemelli, quindi Guzmán dovrebbe corteggiare Ari e Ander fare lo stesso con Patrick. Stanco dell'atteggiamento ribelle di Mencía, Benjamin decide di tagliarle i viveri. Uscita da sola perché piantata in asso anche da Rebe, Mencía conosce un affascinante uomo di nome Armando che si offre di pagarle il drink e darle dei soldi. Samuel cerca di risolvere il suo problema parlando direttamente con Benjamin, il quale frequenta abitualmente con la sua famiglia il Club del Lago in cui il ragazzo ha trovato da poco lavoro come cameriere. Tuttavia, il suo capo crede che stia importunando un cliente e licenzia Samuel, che però non si dà per vinto e affronta l'esame, superandolo con il punteggio di 73/100. Benjamin annuncia a Samuel che ha chiarito l'equivoco con la direzione del Club e lo ha fatto riassumere, consigliandogli di smetterla di prodigarsi per gli amici e pensare invece a sé stesso. Patrick ha passato le risposte del test a Omar che totalizza 97/100, evitando l'en-plein per non insospettire Benjamin. Ander non si fida di Patrick, sospettando che abbia voluto aiutare Omar per insinuarsi nel loro rapporto.
Presente. Il corpo che galleggia nella piscina del Club è quello di Ari. La radio dei paramedici annuncia che la ragazza è ancora viva.

## Cinque secondi
- Titolo originale: 5 segundos
- Diretto da: Eduardo Chapero-Jackson
- Scritto da: Esther Morales & Jaime Vaca

### Trama
Ari è ricoverata in ospedale. Gli esami medici evidenziano la presenza di 3 milligrammi di alcol nel sangue. La ragazza non può essere dichiarata fuori pericolo, essendo decisive le prossime 48 ore.
Passato. Las Encinas accoglie un nuovo studente, il principe ereditario Phillipe Florian Von Triesenberg. Per tutelare la sicurezza del giovane principe, Benjamin ordina l'adozione di svariate misure, comprese l'installazione di telecamere e la bonifica di tutti i locali dell'istituto. Gli studenti non accolgono bene quest'ennesima novità, anche perché si vengono a creare spiacevoli contrattempi, come quando si sono dovuti evacuare gli spogliatoi per lasciare il posto a Philippe. Inevitabile conseguenza è l'isolamento del principe, la cui unica confidente diventa Cayetana, ora bidella dell'istituto. Guzmán si scusa con Ari se ha frainteso il significato del loro appuntamento e sottolinea che, pur essendoci una certa intesa, resta legato a Nadia. Dopodiché, avvisa Samuel di non fantasticare su Ari, ritenendola fuori portata per uno come lui. Preda dei sensi di colpa, Ander confida a Omar che Patrick lo ha stuzzicato sessualmente durante una serata in un locale gay, dove resistere è stato molto complicato. Una donna, cioè la madre di Rebe, apre gli occhi a Mencía sul fatto che Armando, pagandola per ogni rapporto, la sta trattando come una escort. Con l'aiuto di Omar, Samuel riesce a parlare a Rebe e a spronarla a non chiudersi, avendo lui intuito la palese attrazione che la ragazza prova per Mencía. Da un colloquio tra Mencía e suo padre, si scopre che Ari ha avuto gravi problemi con l'alcol.
Temendo che l'arrivo dei Blanco stia minando l'unità del gruppo, Guzmán organizza una festa a casa di Samuel a cui sono invitati solamente "quelli di sempre". Il veto di Guzmán cade quando Cayetana insiste per invitare alla festa Philippe, così da integrarlo con gli altri ragazzi. Per una serie di circostanze alla fine anche i Blanco si ritrovano invitati alla festa che Guzmán, per sfidarli, decide sarà in accappatoio. Sperando di ravvivare la loro relazione, Ander e Omar propongono a Patrick di unirsi a loro per un ménage à trois. Alla festa Ari, evidentemente ubriaca, finisce tra le braccia di Samuel che, pur non volendo approfittare del suo stato, la porta nel suo letto. Consapevoli di vivere ormai su due pianeti separati, Guzmán e Nadia concordano di prendere una pausa di riflessione. Philippe bacia Cayetana e la porta nella sua residenza. Il mattino seguente, avendo appurato che non ci sono pericoli, Philippe chiede a Benjamin di revocare tutte le misure di sicurezza, ad eccezione delle telecamere.
Presente. Ari va in arresto cardiaco.

## Bugie e tentazioni
- Titolo originale: Cuando bailan las mentiras con las tentaciones
- Diretto da: Ginesta Guindal
- Scritto da: David Lorenzo & Jaime Vaca

### Trama
Ander accusa Benjamin e i suoi figli di essere i responsabili di quanto è accaduto.
Passato. Come ringraziamento per l'accoglienza ricevuta, Philippe organizza una festa in stile ballo delle debuttanti. Guzmán resta male nel vedere che Nadia si è già messa come "single" nei social network. Dopo essersi lasciato formalmente con Nadia, Guzmán decide di invitare Ari al ballo perché Samuel, che quella sera sarà impegnato come cameriere, non potrà farlo. Questo crea però attrito tra i due amici che, da quando è entrata in scena Ari, si stanno sempre più allontanando. Rebe manda per sbaglio un messaggio vocale a Mencía, dove dice che assieme a lei prova emozioni indescrivibili e quindi si sta innamorando. Le due ragazze sono sorprese a fare l'amore da Sandra, la madre di Rebe, la quale riconosce Mencía come una escort e per questo motivo vuole che ponga fine alla relazione con sua figlia. Mencía ignora le ripetute minacce di Sandra di dire la verità a Rebe, continuando a frequentarla come se niente fosse, per poi ricattare Sandra a sua volta, minacciandola di rivelare a Rebe che la donna ha, in realtà, ricominciato a fare affari illeciti, obbligandola al silenzio. Omar vuole interrompere il ménage à trois con Patrick, ma Ander non è dello stesso avviso e confida al fidanzato di essere tornato al club gay con il ragazzo, andando oltre i limiti.
La sera del ballo Cayetana, partner di Philippe, scopre nel computer del principe i filmati dei loro incontri. Ciò la turba molto, con Philippe che prova a giustificarsi affermando che le telecamere servono per ragioni di sicurezza, poiché la sua vecchia fidanzata lo accusò ingiustamente di molestie sessuali. Ander lascia il cellulare in carica al bancone del bar, dove Omar sta prestando servizio. Il fidanzato legge i messaggi di Patrick che lo invita a raggiungerlo in un posto appartato. Quando Ander abbandona la festa per la stanchezza, Omar si presenta all'appuntamento da Patrick e i due hanno un rapporto anale. Samuel è geloso nel vedere Ari felice con Guzmán, soprattutto perché stanno riaffiorando quei vecchi conflitti di classe che credeva ormai sopiti.
Presente. Guzmán dichiara alla polizia di essere estraneo all'aggressione subita da Ari, temendo che la ragazza possa non svegliarsi. Invece, in ospedale accade l'esatto contrario.

## Sono una...
- Titolo originale: Soy una...
- Diretto da: Ginesta Guindal
- Scritto da: Almudena Ocaña

### Trama
Ari si risveglia priva di memoria.
Passato. Armando propone a Mencía di arrotondare con un suo amico, un uomo ricco disposto a pagarla bene. Spiando nella borsa di Mencía, Rebe vede il passepartout dell'albergo e pensa che la fidanzata abbia in serbo una sorpresa per lei. Quando Mencía risponde che non è così, Rebe capisce che sta vedendo altre persone. Benjamin trova parecchi soldi in camera di Mencía e, ignorando che sono i proventi del lavoro di escort, pensa siano il frutto dei traffici illeciti di Rebe e sua madre, per questa ragione vieta alla figlia di continuare a vederla. Benjamin vorrebbe che Samuel entrasse nel gruppo di dibattito studentesco, il che però vorrebbe dire abbandonare il lavoro di cameriere al Club per la difficoltà di conciliarlo con lo studio. Philippe cerca di scusarsi con Cayetana per la faccenda del video, assicurandole di aver cancellato tutti i filmati che la riguardano ed essere pronto a ricominciare. Guzmán cena con Ari al Club, trattando Samuel in maniera arrogante e affermando che non gli conviene entrare nel gruppo di dibattito, visto che è troppo per lui. Ferito nell'orgoglio, Samuel comunica a Benjamin che aderisce al progetto.
Ander accetta la proposta di Patrick di andare in una discoteca gay e sballarsi con una droga, nonostante Omar sia fermamente contrario all'uso di stupefacenti. Dopo averne assaggiata un po', Ander decide di non esagerare e segue Omar che se ne sta andando. Nel vano tentativo di attirare la sua attenzione, Patrick ne assume una quantità eccessiva e sviene, soccorso da Omar e Ander che lo accompagnano a casa loro. Qui, mentre Ander è a letto k.o. per l'effetto della droga, Omar spoglia Patrick per metterlo sotto la doccia e poi farlo dormire sul divano. Il mattino seguente Ander li vede abbracciati, ingelosendosi molto. Benjamin vuole che Ari faccia coppia con Samuel nel gruppo di dibattito. Philippe dà appuntamento a Cayetana al Club del Lago, dove la serve come cameriere e riesce a ottenere il suo perdono. La famiglia Blanco entra in agitazione quando non si hanno notizie di Mencía. Samuel accompagna Ari a cercarla, apprendendo che Mencía fugge di casa frequentemente e, in una di queste occasioni, si verificò un incidente stradale in cui la moglie perse la vita e Patrick finì in ospedale, salvandosi per miracolo, quindi è per questo che Benjamin è molto protettivo nei confronti dei figli. Patrick passa dal Club per chiedere a Omar se per caso ha visto Mencía. Osservandoli, Ander perde la testa e accusa Patrick di volergli rubare il fidanzato. Per tutta risposta, Patrick gli rivela cosa è accaduto tra lui e Omar la sera del ballo. Ricordandosi del passepartout, Rebe si precipita nella camera d'albergo in cui Mencía è a un passo dall'essere abusata dall'amico di Armando. Mencía si scusa con Rebe, spiegandole che quest'attività di escort le serve per emanciparsi dalla famiglia.
Presente. Samuel chiede di poter vedere Ari, ma Benjamin oppone un deciso rifiuto e senza troppi complimenti lo invita ad andarsene. Samuel riesce a introdursi nella stanza di Ari, ma viene arrestato dalla polizia.

## Reinserimento
- Titolo originale: La reinserción
- Diretto da: Eduardo Chapero-Jackson
- Scritto da: Almudena Ocaña

### Trama
Controllando il cellulare di Ari risulta un messaggio inviato a Samuel in cui diceva di aspettarlo sul pontile del lago. Samuel afferma di non averlo mai ricevuto.
Passato. Benjamin organizza una sessione di dibattito tra Samuel e Ari sul reinserimento dei criminali nella società. Mentre Ari rappresenta la posizione del "no" e prepara un intervento basato esclusivamente sui dati, Samuel deve invece presentare le ragioni del "sì" e Benjamin gli suggerisce di lavorare sull'intelligenza emotiva per riuscire a prevalere sull'avversaria. Rebe perdona Mencía, a condizione però che abbandoni l'attività di escort. Ari non si dà pace per quanto accaduto alla sorella e vuole sapere chi è stato a provocarle i lividi sul corpo. Il principale sospettato di Ari è Philippe, nonostante quella sera si trovasse al Club del Lago con Cayetana. Quest'ultima formalmente difende Philippe, ma è assalita dal tarlo del dubbio e indaga di nascosto sui trascorsi del principe, senza trovare alcun riscontro. Ander è costretto a mettere fine alla relazione con Omar, trasformatasi in una gabbia che sta opprimendo entrambi. Tuttavia, il distacco sarà doloroso per tutti e due.
Guzmán non perde occasione per punzecchiare Samuel davanti ad Ari. L'ultimo episodio si verifica durante una cena a casa Blanco, quando Guzmán sottolinea come Samuel non abbia completa padronanza dell'inglese, che servirà qualora il loro team di dibattito dovesse accedere ai campionati studenteschi europei. In seguito Guzmán peggiora ulteriormente la situazione, mettendo al corrente Ari dei guai con la giustizia del fratello di Samuel e di sua madre, attualmente stanziati in Marocco per sfuggire alle rispettive condanne. Ari usa quest'argomento durante il dibattito, facendo andare su tutte le furie Samuel che se ne va. Benjamin gli insegna che il dibattito è come la vita, puoi essere preparato quanto vuoi, ma capiterà sempre l'imprevisto a sparigliare le carte. Rebe mostra a Mencía il filmato girato da sua madre in cui si vede la ragazza parlare con Armando. Mencía si difende e accusa Sandra di doppiopesismo, visto che lei stessa frequenta quegli stessi ambienti della prostituzione che tanto disprezza. Consapevole che la fidanzata ha ragione, Rebe prende la decisione di andarsene di casa. Cayetana non riesce ad avere di fiducia di Philippe e spia il suo computer, venendo sorpresa dal ragazzo che le chiede di andarsene. Omar si presenta a casa di Patrick, dove osserva affranto lui e Ander darsi alla pazza gioia durante una festa in piscina.
Presente. Guzmán raccoglie il cellulare di Ari da terra e ascolta il messaggio inviato a Samuel.

## Ti odio
- Titolo originale: Te quiero mal
- Diretto da: Eduardo Chapero-Jackson
- Scritto da: David Lorenzo

### Trama
La polizia chiede a Patrick dove si trovasse quando è successo l'incidente di Ari. Il ragazzo non sa rispondere.
Passato. Molti ragazzi smaniano per partecipare a una festa esclusiva in cui, secondo rumor, dovrebbe intervenire la giovane cantante Ambar Lucid. In diversi si rivolgono a Philippe, convinti che un principe abbia conoscenze tali da poter avere i biglietti. Il suo obiettivo è però quello di invitare Cayetana, ma la ragazza è rimasta scottata dagli ultimi eventi e non vuole andarci. Benjamin rimprovera Philippe per essere entrato nella stanza dei bidelli con Cayetana, ricordandogli che si trova a Las Encinas per stare lontano dai guai. Allo scopo di evitare Ander, Omar non sta più andando a scuola. Siccome la sua unica occupazione è il lavoro, un contesto in cui riesce a sfuggire alla depressione e per di più guadagna bene, Omar sta maturando l'idea di lasciare Las Encinas. Ander prova a farlo desistere, rimarcando che, anche se il loro amore è finito, per lui ci sarà sempre. Convinto dalle parole del suo ex, Omar torna a scuola. Guzmán invita Ari e la sua famiglia a cena al Club, dove difende Mencía dagli improperi di Benjamin per la sua consueta assenza. Guzmán paragona Mencía a sua sorella Marina, due caratteri difficili che vanno lasciati liberi di sbagliare e che è deleterio intrappolare in un sistema di regole. Ari beve un bicchierino di troppo e vuole fare sesso con Guzmán sui divanetti del Club, venendo richiamati da Samuel che li invita a fare le loro cose in privato.
Armando procura i biglietti per la festa a Rebe e Mencía. Philippe riesce a fare altrettanto con Guzmán, Ari, Patrick e Ander, mentre Samuel e Omar lavorano come camerieri nel locale in cui, come da pronostici, si esibisce Ambar Lucid. Patrick si ingelosisce nel vedere Ander flirtare con altri ragazzi e tira uno schiaffo ad Ari, dileguandosi prima che Guzmán possa reagire. La ragazza giustifica il fratello, affermando che in determinate situazioni è abituato ad avere scatti d'ira. Armando inizia a palpeggiare Mencía, la quale lo invita a lasciarla in pace. Prima di andarsene adirato, Armando la avverte che non può pensare di chiedergli favori senza concedergli nulla in cambio. Terminata la festa, Ari rientra nella sala e trova Samuel intento a ripulire. Tra i due ragazzi scatta quell'intesa mai sopita e iniziano a baciarsi.
Presente. Patrick impedisce a Guzmán di entrare a visitare Ari. I due ragazzi sembrano iniziare una colluttazione.

## Prima di andarmene: Parte 1
- Titolo originale: Antes de irme (1ª parte)
- Diretto da: Ginesta Guindal
- Scritto da: Esther Morales & Jaime Vaca

### Trama
Samuel assicura alla polizia di non aver fatto niente contro Ari.
Passato. Ari si sta vedendo contemporaneamente a letto sia con Guzmán che con Samuel. A quest'ultimo questa situazione non piace affatto perché non vuole tradire l'amicizia di Guzmán, nonostante gli ultimi mesi non siano stati semplici tra loro. Ari è però determinata a tenere i piedi in due staffe ed esorta Samuel a essere più deciso e non farsi mettere i piedi in testa dagli altri. Guzmán chiede a Samuel di dare appuntamento ad Ari al Club del Lago, dove invece si presenterà lui per farle una sorpresa. Estefanía, la madre di Philippe, arriva a Las Encinas per constatare come stanno andando gli studi del figlio. La donna non prende bene la sua frequentazione con la bidella Cayetana, aspirando naturalmente a che il figlio frequenti una ragazza del loro rango. Philippe invita Cayetana a un meeting che sua madre ha organizzato con giovani imprenditori, al quale parteciperà il famoso stilista Sa de Lagu. Da quando è andata via di casa, Rebe si è stabilita nell'albergo in cui Armando e Mencía erano soliti incontrarsi. Mencía convince Rebe a cercare un'altra sistemazione, così da recedere ogni legame con quell'uomo disgustoso. Mencía resta di sasso nel vedere Armando a casa sua. L'uomo è infatti il presidente dell'associazione degli ex studenti di Las Encinas, venuto a incontrare Benjamin per versargli la quota annuale. Durante il pranzo Mencía lascia trasparire il proprio disagio nello stare accanto ad Armando, ma al padre dice che è semplicemente un compagno di bevute con cui non va molto d'accordo.
Sa de Lagu resta colpito dalla bellezza di Cayetana e la invita a salire in camera sua per "approfondire" i loro discorsi artistici. Intuendo quale sia il vero fine dell'uomo, Cayetana rinuncia a seguirlo e guadagna l'ammirazione di Ari, la quale le commissiona un vestito per la festa di Capodanno che tutta la classe festeggerà al Club del Lago, ospite di Philippe. Patrick continua il suo gioco nei confronti di Omar, dipingendo Ander come il geloso che non si dà pace per la loro felicità. Patrick si presenta a casa di Ander, riprendendo la conversazione con il cellulare a beneficio di Omar, per mettere in chiaro che deve lasciarli andare. Ander si mostra conciliante, avvertendo Patrick che Omar è una persona speciale e dovrà costruire con lui una relazione stabile, senza ferirlo come è abituato a fare con i suoi tanti amanti. Dopo aver bevuto un bicchiere in un locale, Philippe tenta di mettere le mani addosso a Cayetana nel retro della limousine. La ragazza fugge disperata, con il principe che non si dà pace per il suo ennesimo errore. Rebe prova a far desistere Mencía dal seguire Armando nella stanza d'albergo, ignorando che la fidanzata ha messo in piedi un tranello nei confronti dell'uomo. Guzmán raggiunge Ari al Club per la cena, trovando apparecchiato per tre persone. Di lì a poco arriva Samuel, invitato da Ari che confessa ai due ragazzi di essere innamorata di entrambi e di impazzire al solo pensiero di dover rinunciare ad uno dei due.
Presente. Interrogato dalla polizia, Samuel è pronto a incolpare Guzmán di quanto accaduto ad Ari.

## Prima di andarmene: Parte 2
- Titolo originale: Antes de irme (2ª parte)
- Diretto da: Ginesta Guindal
- Scritto da: Jaime Vaca

### Trama
Guzmán abbandona il Club arrabbiato, non volendo più sapere niente né da Samuel né da Ari. Philippe prova a scusarsi con Cayetana, giustificando il suo comportamento nella limousine con il fatto di aver mal interpretato i "segnali". Estefanía esorta Cayetana a perdonare suo figlio, rimarcando come abbia scelto lei e quindi non può lasciarsi sfuggire l'opportunità di cambiare completamente la propria vita, anche se questo significa passare sopra a determinati comportamenti. Rebe mette al corrente Ari della situazione tra Mencía e Armando. Ari esorta la sorella a parlarne in famiglia, ma Mencía non ha alcuna intenzione di farlo e minaccia di scappare, stavolta per sempre, qualora dovesse parlarne con Benjamin. Ander e Omar decidono di darsi una nuova possibilità. Omar è consapevole che per stare al suo fianco Ander ha fatto alcune rinunce importanti, come rimandare un viaggio intorno al mondo.
31 dicembre. Omar passa a prendere Ander, pronti ad andare al Club del Lago per la festa di Capodanno. La madre di Ander spiega a Omar di essere felice che siano tornati insieme, ma sottolinea come il modo migliore di far funzionare la loro unione sia quello di trovare condivisi da entrambi e non imposti. Pur accompagnando Philippe alla festa, Cayetana non riesce a dimenticare quanto accaduto sulla limousine e lascia il principe, benché ciò significhi rinunciare ai suoi sogni di nobiltà. Nonostante quello che si erano dette a Las Encinas, Estefanía prende le difese di Cayetana e impone al figlio di imparare a camminare da solo, assumendosi le responsabilità delle sue azioni passate. Samuel e Guzmán passano la serata a guardarsi in cagnesco, fino a quando Samuel non prende in mano la situazione e dice chiaramente ad Ari che non vuole stare dietro alle sue continue giravolte mentali. Omar comunica ad Ander che ha il permesso di andare a girare il mondo e lui sarà qui ad aspettarlo. Mencía riceve un messaggio da Armando che, non dandole tregua, si è intrufolato alla festa e vuole a tutti i costi che le si conceda. Ari vede la sorella disturbata da Armando sul pontile e la raggiunge, venendo aggredita dall'uomo che la lascia riversa a terra. Rebe colpisce Armando con un calcio. Ari tenta di alzarsi in piedi, ma perde l'equilibrio e finisce in acqua, senza che nessuno si accorga di lei. Allo scoccare della mezzanotte, dopo aver litigato con Samuel perché credeva volesse provarci ancora con Ari, Guzmán si lancia all'inseguimento di Armando fin nella dépandance del Club. Qui il ragazzo sembra avere la peggio, ma per terra trova una pistola lanciarazzi e spara contro Armando, uccidendolo. Guzmán è determinato a chiamare la polizia e prendersi la colpa, ma Rebe e Samuel lo convincono a denunciare soltanto la scomparsa di Ari, la quale continua a galleggiare in acqua.
Presente. In ospedale Ari si riprende dallo svenimento e Guzmán le annuncia che la loro storia è finita. Siccome sente il bisogno di cambiare aria e allontanarsi dai problemi giudiziari che in futuro potrebbero aspettarlo, Guzmán accompagna Ander nel suo viaggio intorno al mondo. Mencía decide che è venuto il momento di non avere più segreti e, supportata dai fratelli Ari e Patrick, racconta tutto a Benjamin. Prima di partire, Guzmán fa pace con Samuel e gli dice che è il suo migliore amico. Infatti, la notte di Capodanno Samuel e Rebe hanno aiutato Guzmán a liberarsi del cadavere di Armando, seppellendolo in acqua.